# Conochitininae
Sous-famille
Les Conochitininae sont une sous-famille de chitinozoaires de la famille éteinte des Conochitinidae.

## Liste des genres
Selon BioLib (29 mars 2022), la sous-famille comprend les genres suivants :
- †Conochitina Eisenack, 1931
- †Euconochitina Taugourdeau, 1966
- †Pistillachitina Taugourdeau, 1966
- †Rhabdochitina Eisenack, 1931
- †Velatachitina Poumot, 1968

## Publication originale
- Florentin Paris, « Les chitinozoaires dans le Paléozoïque du Sud-Ouest de l'Europe (cadre géologique, étude systématique, biostratigraphie) », Mémoires de la Société géologique et minéralogique de Bretagne no 26, 1981.